# Premio Pablo Rido
El Premio Pablo Rido de literatura fantástica fue un premio literario español en la modalidad de cuento corto (hasta 30 páginas) otorgado entre los años 1992 y 2008, primeramente por la Asociación Española de Fantasía y Ciencia Ficción (ediciones 1992, 1993 y 1994, bajo la denominación de «Premio Aznar») y con posterioridad, hasta el año 2008, por la Tertulia Madrileña de Literatura Fantástica (TerMa). 

El nombre del premio procede del Capitán Pablo Rido, héroe de una famosa serie de space opera española escrita por José Mallorquí.

## Historia del premio
Con motivo de la IX HispaCon (1991), primera de la era moderna, la Asociación Española de Fantasía y Ciencia Ficción convocó un concurso de relatos con la denominación de «Premio Aznar», en honor a la Saga de los Aznar, obra de Pascual Enguídanos Usach. Tras tres ediciones, la AEFCF renunció a continuar con el premio, que pasó a ser apadrinado por la entonces muy activa tertulia madrileña, cambiándose el nombre al de «Premio Pablo Rido» aunque continuando con la numeración (el primer premio Pablo Rido propiamente dicho tuvo, pues, la denominación de IV Premio Pablo Rido).
La TerMa instituyó también una dotación económica, que fue ascendiendo poco a poco hasta alcanzar los 666 euros en sus últimas ediciones. Dicha cantidad se obtenía a partir de las aportaciones que a lo largo del año iban entregando los asistentes a la propia tertulia. A partir de 1994 comenzó a entregarse también al ganador una estatuilla conmemorativa. Los jurados eran elegidos entre especialistas, profesionales y aficionados del género, intentando incluir siempre a personas ajenas a la propia tertulia convocante.
Entre las 17 ediciones del premio cabe destacar la participación de las ediciones 2004 (180 relatos) y 2002 (152 relatos) procedentes de hasta una docena de países.

## Palmarés
Premio Aznar:
- 1992: El mensaje perdido, de César Mallorquí
- 1993: Muerte por catálogo, de Félix J. Palma
- 1994: ¿De donde vienen los ángeles?, de Jorge Ernesto Olivera

Premio Pablo Rido:
- 1995: Oscuro candente de León Arsenal
- 1996: El ayudante de Piranesi, de Armando Boix
- 1997: El decimoquinto movimiento, de César Mallorquí
- 1998: En las fraguas marcianas, de León Arsenal
- 1999: Gómez Meseguer y el ogro Santaolaya, de Daniel Mares
- 2000: La sed de las panteras, de Rafael Marín Trechera
- 2001: Los cazadores de nubes, de Ramón Muñoz
- 2002: Los hijos de nuestros hijos, de José Antonio del Valle
- 2003: Dancing with an Angel, de Nuria C. Botey
- 2004: El partidillo, de Pedro Pablo García May
- 2005: En la casa del veneno, de Ramón Muñoz
- 2006: Los mil dioses de Hatti, de Juan Carlos Pereletegui
- 2007: Más allá de los puertos, de Manuel López del Cerro
- 2008: Hacia el survillión, de Ramón Muñoz